# Oro (álbum de Charly García)
Oro es un álbum recopilatorio del músico argentino Charly García, lanzado en el año 1995 por el sello discográfico Interdisc. El disco recopila canciones de sus primeros tres álbumes solistas (Yendo de la cama al living, Clics modernos y Piano Bar), incluyendo como rareza tres temas que no habían salido en discos oficiales de Charly: "Inconsciente colectivo" (junto a Mercedes Sosa, del recopilatorio Circo Eléctrico del Rock 'n' Roll), "Como me gustaría ser negro" (del disco homónimo de Moro-Satragni) y el demo-tape de "Rezo por vos" (junto a Luis Alberto Spinetta, del proyecto inconcluso Spinetta/García).

## Lista de canciones
1. Yendo de la cama al living
2. Inconsciente colectivo
3. Superhéroes
4. Yo no quiero volverme tan loco
5. Peluca telefónica (García/Aznar/Spinetta)
6. Cómo me gustaría ser negro
7. Dos Cero Uno (Transas)
8. Pubis angelical
9. No me dejan salir
10. Bancate ese defecto
11. No bombardeen Buenos Aires
12. Ojos de videotape
13. Raros peinados nuevos
14. Promesas sobre el bidet
15. Demoliendo hoteles
16. Rezo por vos (demo tape) (García/Spinetta)

- Todas las canciones pertenecen a Charly García, excepto donde se indica.

- Datos: Q2886153